# Фарс пингвинов
«Фарс пингвинов» (англ. Farce of the Penguins) — американский комедийный фильм 2007 года, вышедший сразу на DVD. Является пародией на французскую документальную ленту «Птицы 2: Путешествие на край света», известную в англоязычном прокате как «Марш пингвинов». Американская ассоциация кинокомпаний присвоила картине рейтинг R в связи с грубым сексуальным содержанием и языком.

## Сюжет
Оригинальный теглайн фильма «Что происходит в Антарктике… остаётся в Антарктике». В русскоязычном дубляже — «Сенсационный материал о закулисной жизни пингвинов».
Группа пингвинов-самцов совершает нелёгкое путешествие от побережья Антарктиды в глубь материка для встречи с самками, ждущими их для создания семей. В пути они разговаривают о разных вещах: еде, семейной жизни, изменах, метеоризме и прочем. Тем временем ждущие их самки тоже обсуждают своих будущих кавалеров.

## В ролях (озвучивание)
- Сэмюэл Л. Джексон — рассказчик за кадром
- Боб Сагет — Карл, пингвин
- Льюис Блэк — Джимми, пингвин
- Трейси Морган — Маркус, пингвин
- Джонатан Кац — Стив, белая сова
- Кристина Эпплгейт — Мелисса, пингвин
- Мо'Ник — Вики, пингвин
- Джейми Кеннеди — Джейми
- Дэвид Кокнер — Мелвин
- Харви Файерстин — Шейла
- Вупи Голдберг — Хелен
- Марио Кантоне — Сидни
- Карлос Менсиа — Хуан Санчес
- Лори Локлин — Чмокающий Мелвин, пингвин
- Дейн Кук — пингвин Онлайн
- Джейсон Александер — пингвин на брюхе
- Джейсон Биггс — неуверенный пингвин
- Норм Кросби[англ.] — дед пингвина Карла
- Норм Макдоналд[англ.] — пингвин «Присоединяюсь к паре»
- Бри Ларсон — пингвин «Мне нужен азитромицин»
- Джим Белуши — пингвин «Все они суки»
- Дейв Кулир[англ.] — пингвин «Там нет снега»
- Джон Стэймос — пингвин «Что такое глобальное потепление?»
- Джоди Суитин — пингвин «Он такой толстый»
- Джон Ловитц — пингвин «Мои глаза здесь»
- Гилберт Готтфрид — пингвин «Я отморозил свои яйца!»
- Дэймон Уэйанс — пингвин «Эй, это мой зад!»
- Эйб Вигода — пингвин из Бока-Ратон
- Элисон Ханниган — пингвин «Жаркая штучка»
- Джонатан Силверман[англ.] — критик тюленей
- Дреа де Маттео — Эстер
- Скотт Уайнгер — возбуждённый пингвин (в титрах не указан)

## Производство
Компания ThinkFilm, снявшая фильм, сама так описывает свою ленту: «Это история одного пингвина, который в поисках любви путешествует по 70-мильному пути вместе со своими озабоченными приятелями, которые предвкушают гедонистический ритуал спаривания». Несмотря на рисованный постер фильма, картина не анимационная, а с использованием документальных съёмок. Режиссёр, продюсер и исполнитель главной роли Боб Сагет заявил, что он просто хотел переозвучить оригинальный фильм, но его создатели не дали на это разрешения.
Почти все актёры, принявшие участие в озвучивании этого фильма, играли главные роли в сериале «Полный дом» (1987—1995).
В фильме показаны арктические лисы, совы и некоторые виды пингвинов, которые не обитают в Антарктиде.